# Gawler Ranges National Park
Gawler Ranges National Park är en park i Australien. Den ligger i delstaten South Australia, omkring 390 kilometer nordväst om delstatshuvudstaden Adelaide.
Trakten runt Gawler Ranges National Park är nära nog obefolkad, med mindre än två invånare per kvadratkilometer.. Det finns inga samhällen i närheten. 
Omgivningarna runt Gawler Ranges National Park är i huvudsak ett öppet busklandskap. Genomsnittlig årsnederbörd är 420 millimeter. Den regnigaste månaden är juni, med i genomsnitt 76 mm nederbörd, och den torraste är november, med 11 mm nederbörd.